# Antonín Barák
Antonín Barák (Příbram, 3 december 1994) is een Tsjechisch voetballer die doorgaans als middenvelder speelt. Hij verruilde Hellas Verona in januari 2023 voor Fiorentina, dat hem in het voorgaande halfjaar al huurde. Barák debuteerde in 2016 in het Tsjechisch voetbalelftal.

## Carrière
Barák stroomde door vanuit de jeugd van FK Příbram. Hiervoor debuteerde hij op 1 juni 2013 in het eerste elftal, uit tegen Slovan Liberec. Dat bleef zijn enige competitiewedstrijd in zijn eerste twee seizoenen in de hoofdmacht. In 2013/14 mocht hij twee keer meespelen in bekerwedstrijden. FK Příbram verhuurde Barák in juli 2015 voor een jaar aan Sellier & Bellot Vlašim, op dat moment actief op het tweede niveau in Tsjechië. Hiervoor speelde hij dat jaar 27 wedstrijden en maakte hij zijn eerste doelpunten in het betaald voetbal. Na zijn huurperiode speelde Barák een half jaar in het eerste elftal van FK Příbram, waarna hij dat in januari 2016 verruilde voor Slavia Praag. Hiervoor maakte hij op 14 juli 2016 zijn debuut in de Europa League. Hij werd in het seizoen 2016/17 Tsjechisch landskampioen met de club. Daar droeg hij zelf in 25 speelronden aan bij, waarvan 18 vanaf de aftrap.
Barák tekende in juli 2017 een contract tot medio 2022 bij Udinese, de nummer dertien van de Serie A in het voorgaande seizoen. Hier stond hij in zijn eerste seizoen bijna iedere speelronde in de basis. Rugklachten zorgden er in 2018/19 voor dat hij vaker niet dan wel beschikbaar was voor het team. Coach Igor Tudor had Barák in de eerste seizoenshelft van 2019/20 nog amper nodig. Daarom maakte hij na de winterstop het seizoen af bij Lecce. Ook Tudors opvolger Luca Gotti had geen plannen met Barák. Udinese verhuurde hem daarom gedurende heel seizoen 2020/21 aan Hellas Verona. Hier stond hij voor het eerst in jaren weer een heel seizoen in de basis. Hellas nam hem na afloop van de huur dan ook definitief over. Barák maakte op 16 januari voor het eerst in zijn profcarrière een hattrick. Hij maakte toen zowel de 0–2, de 1–3 als de laatste treffer tijdens een met 2–4 gewonnen competitiewedstrijd uit bij Sassuolo. Hij maakte dat seizoen elf competitiedoelpunten, een persoonlijk record.
Barák verruilde Hellas in augustus 2022 voor Fiorentina. Dat nam hem in eerste instantie op huurbasis in dienst, maar lichtte vijf maanden later een optie tot koop. Hij mocht dat seizoen voor het eerst sinds zijn tijd bij Slavia Praag weer aantreden in een Europees toernooi, deze keer de Conference League. Zijn ploeggenoten en hij kwamen hierin tot de finale, maar verloren die van West Ham United. Hij bereikte ook de finale van de Coppa Italia met Fiorentina. Hierin trok Internazionale aan het langste eind.

## Clubstatistieken
| Seizoen         | Club            | Competitie              | Competitie | Competitie | Beker | Beker | Internationaal | Internationaal | Totaal | Totaal |
| Seizoen         | Club            | Competitie              | Wed.       | Dlp.       | Wed.  | Dlp.  | Wed.           | Dlp.           | Wed.   | Dlp.   |
| --------------- | --------------- | ----------------------- | ---------- | ---------- | ----- | ----- | -------------- | -------------- | ------ | ------ |
| 2012/13         | FK Příbram      | 1. česká fotbalová liga | 1          | 0          | 0     | 0     | —              | —              | 1      | 0      |
| 2013/14         | FK Příbram      | 1. česká fotbalová liga | 0          | 0          | 2     | 0     | —              | —              | 2      | 0      |
| 2014/15         | → Vlašim        | FNLiga                  | 27         | 5          | 0     | 0     | —              | —              | 27     | 5      |
| 2015/16         | FK Příbram      | 1. česká fotbalová liga | 12         | 3          | 2     | 1     | —              | —              | 14     | 4      |
| 2015/16         | Slavia Praag    | 1. česká fotbalová liga | 9          | 4          | 0     | 0     | —              | —              | 9      | 4      |
| 2016/17         | Slavia Praag    | 1. česká fotbalová liga | 25         | 4          | 3     | 1     | 5              | 0              | 33     | 5      |
| 2017/18         | Udinese         | Serie A                 | 34         | 7          | 0     | 0     | —              | —              | 34     | 7      |
| 2018/19         | Udinese         | Serie A                 | 8          | 0          | 1     | 0     | —              | —              | 9      | 0      |
| 2019/20         | Udinese         | Serie A                 | 8          | 0          | 3     | 1     | —              | —              | 11     | 1      |
| 2019/20         | → US Lecce      | Serie A                 | 16         | 2          | 0     | 0     | —              | —              | 16     | 2      |
| 2020/21         | → Hellas Verona | Serie A                 | 34         | 7          | 2     | 0     | —              | —              | 36     | 7      |
| 2021/22         | Hellas Verona   | Serie A                 | 29         | 11         | 1     | 0     | —              | —              | 30     | 11     |
| 2022/23         | Hellas Verona   | Serie A                 | 1          | 0          | 1     | 0     | —              | —              | 2      | 0      |
| 2022/23         | → Fiorentina    | Serie A                 | 16         | 1          | 1     | 1     | 5              | 3              | 22     | 5      |
| 2022/23         | Fiorentina      | Serie A                 | 14         | 1          | 3     | 0     | 7              | 2              | 24     | 3      |
| Carrière totaal | Carrière totaal | Carrière totaal         | 234        | 45         | 19    | 4     | 17             | 5              | 270    | 54     |

Bijgewerkt t/m 26 augustus 2023

## Interlandcarrière
Barák debuteerde op 15 november 2016 in het Tsjechisch voetbalelftal, tijdens een kwalificatiewedstrijd voor het WK 2018 thuis tegen Denemarken. Hij begon in de basiself en bracht zijn team in de achtste minuut met 1–0 voor. De wedstrijd eindigde in 1–1. Barák maakte in zijn eerste 12 interlands 5 doelpunten. Bondscoach Jaroslav Šilhavý hield hem vervolgens tijdens de hele kwalificatie voor het EK 2020 buiten de selectie van het nationale team, maar nam hem daarna wel mee naar het toernooi zelf. Na een invalbeurt in de groepsfase, was hij basisspeler in zowel de achtste finale tegen Nederland als in de kwartfinale tegen Denemarken.

## Erelijst
| Kampioen 1. česká fotbalová liga | 1× | 2016/17 |

1 Terracciano ·
2 Dodô ·
3 Biraghi  ·
4 Bove ·
5 Pongračić ·
6 Ranieri ·
7 Sottil ·
8 Mandragora ·
9 Beltrán ·
10 Guðmundsson ·
11 Ikoné ·
15 Comuzzo ·
17 Zaniolo ·
20 Kean ·
21 Gosens ·
22 Moreno ·
23 Colpani ·
24 Richardson ·
28 Martínez Quarta ·
29 Adli ·
30 Martinelli ·
32 Cataldi ·
33 Kayode ·
43 De Gea ·
53 Christensen ·
65 Parisi ·
99 Kouamé ·
Coach: Palladino
· Assistent-coach: Peluso
1 Vaclík ·
2 Kadeřábek ·
3 Čelůstka ·
4 Brabec ·
5 Coufal ·
6 Kalas ·
7 Barák ·
8 Darida  ·
9 Holeš ·
10 Schick ·
11 Krmenčík ·
12 Masopust ·
13 Ševčík ·
14 Jankto ·
15 Souček ·
16 Mandous ·
17 Zima ·
18 Bořil ·
19 Hložek ·
20 Vydra ·
21 Král ·
22 Matějů ·
23 Koubek ·
24 Pekhart ·
25 Pešek ·
26 Sadílek ·
Coach: Šilhavý
1 Staněk ·
2 Zima ·
3 Holeš ·
4 Hranáč ·
5 Coufal ·
6 Vitík ·
7 Barák ·
8 Ševčík ·
9 Hložek ·
10 Schick ·
11 Kuchta ·
12 Douděra ·
13 Chytil ·
14 Provod ·
15 D. Jurásek ·
16 Kovář ·
17 Černý ·
18 Krejčí ·
19 Chorý ·
20 Lingr ·
21 Červ ·
22 Souček  ·
23 Jaroš ·
24 Vlček ·
25 Šulc ·
26 M. Jurásek ·
Coach: Hašek